# 마살라
마살라(힌디어: मसाला, 벵골어: মশলা, 우르두어: مصالہ‏)는 인도, 파키스탄, 방글라데시, 네팔 등의 요리를 포함하는 남아시아 요리에서 대체로 배합 향신료를 일컫는 용어이다. 마살라는 고형 향신료로 만들 수도 있고 걸쭉하게 반죽된 향신료로 만들 수도 있으며, 향신료 자체에 마늘, 생강, 양파, 고추 등의 식재료를 섞어 만들기도 한다. 남아시아 요리에서 마살라는 음식의 맛을 내기 위해 광범위하게 사용되는데, 신선하지 않으면 질이 낮은 것으로 취급한다.

## 같이 보기
- 마살라 차이
- 차트 마살라
- 가람 마살라
- 차나 마살라
- 치킨 티카 마살라
- 탄두리 마살라
- 빈달루
- 마살라 영화